# Sergio Rossi (attore)
Sergio Rossi (Valmontone, 10 aprile 1921 – Roma, 11 febbraio 1998) è stato un attore e doppiatore italiano.

## Biografia
Conosciuto per aver doppiato Leslie Nielsen in molti film e altri grandi attori del calibro come Gene Hackman, Sean Connery, Robert Duvall, Steve McQueen, Christopher Lee, come attore ha recitato in molti film e sceneggiati televisivi dalla fine degli anni cinquanta fino alla metà degli anni novanta. Alcune volte era accreditato come Sterling Roland.
Morì a Roma l'11 febbraio 1998, a 76 anni.

## Filmografia

### Attore

#### Cinema
- 24 ore di terrore, regia di Gastone Casagrande (1964) (con il nome di Sterling Roland)
- Gli occhi non vogliono in ogni tempo chiudersi (Les yeux ne veulent pas en tout temps se fermer ou Peut-être qu'un jour Rome se permettra de choisir à son tour), regia di Jean-Marie Straub e Danièle Huillet (1970)
- I familiari delle vittime non saranno avvertiti, regia di Alberto De Martino (1972)
- Occhi dalle stelle, regia di Mario Gariazzo (1978)
- Il petomane, regia di Pasquale Festa Campanile (1983)
- Uno scandalo perbene, regia di Pasquale Festa Campanile (1984)
- Miami Golem, regia di Alberto De Martino (1985)
- La sarrasine, regia di Paul Tana (1992)
- Oltre la notte, regia di Rosario Montesanti (1993)
- Maniaci sentimentali, regia di Simona Izzo (1994)

#### Televisione
- I figli di Medea, regia di Anton Giulio Majano (1959)
- Una tragedia americana, regia di Anton Giulio Majano (1962)
- Astronave Terra, regia di Alberto Negrin – film TV (1971)
- Come un uragano, regia di Silverio Blasi – miniserie TV (1971)
- L'altro (Alexander Zwo), regia di Franz Peter Wirth – miniserie TV (1972)
- Processo ad un atto di valore, regia di Marcello Baldi – film TV (1972)
- Lungo il fiume e sull'acqua, regia di Alberto Negrin – miniserie TV (1973)
- Napoleone a Sant'Elena, regia di Vittorio Cottafavi – miniserie TV (1973)
- Philo Vance, regia di Marco Leto – miniserie TV (1974)
- Processo al generale Baratieri per la sconfitta di Adua, regia di Piero Schivazappa – miniserie TV (1974)
- Dedicato a una coppia, regia di Dante Guardamagna – miniserie TV (1974)
- Corpo 36, regia di Lyda C. Ripandelli – film TV (1974)
- L'assassinio dei fratelli Rosselli, regia di Silvio Maestranzi – miniserie TV (1974)
- L'uomo dagli occhiali a specchio, regia di Mario Foglietti – film TV (1975)
- Gamma, regia di Salvatore Nocita – miniserie TV (1975)
- Aggressione nella notte (Asalto nocturno) di Alfonso Sastre, prosa, regia di Pino Passalacqua, trasmessa il 19 dicembre 1975.
- La traccia verde, regia di Silvio Maestranzi – miniserie TV (1975)
- Dimenticare Lisa, regia di Salvatore Nocita – miniserie TV (1976)
- Supermarina: Commissione d'inchiesta speciale SMG 507, regia di Marcello Baldi – film TV (1977)
- Il balordo, regia di Pino Passalacqua – miniserie TV (1978)
- Nero su nero, regia di Dante Guardamagna – miniserie TV (1978)
- Tecnica di un colpo di stato: la marcia su Roma, regia di Silvio Maestranzi – miniserie TV (1978)
- Così per gioco, regia di Leonardo Cortese – miniserie TV (1979)
- Quattro grandi giornalisti, regia di Paolo Fondato e Marco Guarnascheli – miniserie TV (1980)
- Verso l'ora zero, regia di Stefano Roncoroni – film TV (1980)
- Ricatto internazionale, regia di Dante Guardamagna – miniserie TV (1980)
- L'assedio, regia di Silvio Maestranzi – miniserie TV (1980)
- Le ali della colomba, regia di Gianluigi Calderone – miniserie TV (1981)
- La piovra 2, regia di Florestano Vancini – miniserie TV (1985)
- Non basta una vita, regia di Mario Caiano – miniserie TV (1988)

## Doppiaggio

### Cinema
- Leslie Nielsen in L'aereo più pazzo del mondo, Soul Man, Una pallottola spuntata, Una pallottola spuntata 2½ - L'odore della paura, Una pallottola spuntata 33⅓ - L'insulto finale, Bambini a noleggio, S.P.Q.R. 2000 e ½ anni fa, Dracula morto e contento
- Jack Hedley in Lo squartatore di New York
- Gene Hackman in Il braccio violento della legge, Quell'ultimo ponte, Sotto tiro
- Sean Connery ne I cospiratori, The Rock
- Kirk Douglas in Fury, L'uomo del fiume nevoso, Due tipi incorreggibili
- Jason Robards in Blitz nell'oceano, Parenti, amici e tanti guai
- Max von Sydow in Fuga per la vittoria, Mai dire mai
- Richard Harris in Il senso di Smilla per la neve
- Steve McQueen in L'inferno di cristallo
- Robert Duvall in La notte dell'aquila
- F. Murray Abraham in Il nome della rosa
- David Bowie in Miriam si sveglia a mezzanotte
- Charlton Heston in Alaska
- Ty Hardin in Sei iellato, amico hai incontrato Sacramento
- Ramon Bieri in Il siciliano
- J. T. Walsh in Perché proprio a me?
- Jerry Orbach in Chi più spende... più guadagna!, Giustizia a tutti i costi
- Danny Aiello in Stregata dalla luna
- James Earl Jones in Terra amata - Cry, the Beloved Country
- Richard Farnsworth in Il grande inganno
- Ben Gazzara in Tre passi dalla sedia elettrica
- Murray Hamilton ne Lo squalo
- Mitchell Ryan in Arma letale
- G.D. Spradlin in Il padrino - Parte II
- Richard Crenna in Hot Shots! 2
- James Coburn in Il professore matto
- Nicol Williamson in Excalibur
- Pat Roach in Willow
- Anatolij Solonicyn in Stalker
- John Woodvine in Un lupo mannaro americano a Londra
- Robert Conrad in Una promessa è una promessa
- Howard Duff in Kramer contro Kramer
- Robert DoQui in Robocop
- Charles Bronson in Dieci minuti a mezzanotte
- Frank Wolff in Milano calibro 9
- Henry Silva in Il boss
- Armin Mueller-Stahl in Shine
- Joe Bugner in Io sto con gli ippopotami
- Renzo Palmer in Frenesia dell'estate
- Redd Foxx in Harlem Nights
- Luis Induni in Djurado
- Beeson Carroll in La mortadella
- Roger Livesey in Scala al paradiso
- Bruce Dern in Giù le mani dal mio periscopio

### Televisione
- Howard Keel in Dallas (st. 7-14)
- Jean Martin ne I compagni di Baal
- Toshiro Mifune in Samurai senza padrone
- Leslie Nielsen in Quelli della pallottola spuntata, La signora in giallo (ep. 3x06), Harvey
- Leonard Nimoy in Marco Polo
- Carroll O'Connor in L'ispettore Tibbs
- George Peppard in Banacek
- Robert Vaughn in Navy

### Film d'animazione
- Grande Fritz e voce narrante in La collina dei conigli[1]